# راکل پینل
راکل پینل (انگلیسی: Raquel Pinel؛ زادهٔ ۳۰ اوت ۱۹۹۴) بازیکن فوتبال اهل اسپانیا است.
از باشگاه‌هایی که در آن بازی کرده‌است می‌توان به باشگاه فوتبال زنان والنسیا اشاره کرد.
وی همچنین در تیم‌های ملی فوتبال Spain women's national under-17 football team و Spain women's national under-19 football team بازی کرده‌است.